# Laurypta tripunctata
Laurypta tripunctata är en tvåvingeart som först beskrevs av Senior-white 1924.  Laurypta tripunctata ingår i släktet Laurypta och familjen platthornsmyggor.
Artens utbredningsområde är Sri Lanka. Inga underarter finns listade i Catalogue of Life.